# Dominic Peitz
Dominic Peitz (* 11. September 1984 in Geseke) ist ein ehemaliger deutscher Fußballspieler, der im defensiven Mittelfeld spielte. Er ist Leiter des Nachwuchsleistungszentrums von Holstein Kiel.

## Karriere
Peitz spielte von 2003 bis 2005 beim SC Paderborn 07 in der Regionalliga Nord. Nachdem er in der Saison 2003/04 nur zwei Einsätze zu verzeichnen hatte, stand er 2004/05 16-mal auf dem Platz. Dabei erzielte er zwei Tore. Im Sommer 2005 wechselte er zur zweiten Mannschaft von Werder Bremen und spielte dort bis 2008 89-mal. Von Juli 2008 an stand Peitz beim VfL Osnabrück unter Vertrag. Für den VfL absolvierte Peitz 31 Ligaspiele und erzielte dabei drei Tore. Ab der Saison 2009/10 spielte er für den 1. FC Union Berlin. In seiner ersten Saison wurde er vom Kicker-Sportmagazin zu einem der stärksten Spieler der Liga gewählt. Im Januar 2011 erhielt Peitz im Rahmen des Neujahrsempfangs des Berliner Fußballverbandes die Fair-Play-Medaille der Deutschen Olympischen Gesellschaft (DOG). Dem vorausgegangen war eine Partie des 15. Spieltags gegen den VfL Bochum, in der Peitz trotz 0:1-Rückstands eine gelbe Karte für Gegenspieler Chong Tese verhinderte, indem er den Schiedsrichter darauf aufmerksam machte, dass ein vermeintliches Handspiel Teses keines war. Für diese Aktion wurde Peitz später im Jahr auch mit dem Sonderpreis der DFB-Kampagne „Fair ist mehr“ ausgezeichnet.
Zur Saison 2011/12 unterschrieb Peitz einen bis 2013 laufenden Vertrag beim Erstliga-Aufsteiger FC Augsburg. Kurz vor Ende der Transferperiode wurde er am 31. August 2011 zunächst für ein Jahr an den Zweitligisten Hansa Rostock verliehen, für den er in der Spielzeit 2011/12 insgesamt 19 Einsätze absolvierte und zum Saisonende den Abstieg in die 3. Liga hinnehmen musste. Nach seiner Rückkehr nach Augsburg wurde Peitz von Markus Weinzierl nicht für den Profikader berücksichtigt und sollte mit der zweiten Mannschaft trainieren. Daraufhin klagte er das ihm vertraglich zustehende Recht zum Training mit der Profimannschaft ein, nahm aber am Spielbetrieb der Reservemannschaft teil, für die er am ersten Spieltag der Saison 2012/13 der Regionalliga Bayern sein Debüt bestritt.
Ende August 2012 unterschrieb Peitz einen bis zum 30. Juni 2015 datierten Vertrag beim Zweitligaabsteiger Karlsruher SC. Mit dem KSC wurde er Meister der 3. Liga 2013 und schaffte damit den direkten Wiederaufstieg in die 2. Bundesliga. In Karlsruhe verbrachte er den längsten Abschnitt seiner Karriere und avancierte zum Stammspieler auf der Sechser-Position und Publikumsliebling. Mit dem KSC spielte er am Ende der Saison 2014/15 in der Relegation um die 1. Bundesliga gegen den Hamburger SV im Hinspiel, war im Rückspiel aber gelbgesperrt. Der KSC scheiterte letztlich in der Verlängerung. Bei der anstehenden Vertragsverlängerung in der nächsten Saison kam es zu Differenzen über die Vertragslaufzeit, sodass Peitz nach Ende der Saison 2015/16 den Verein verließ.
Zur Saison 2016/17 verpflichtete ihn der Drittligist Holstein Kiel, der ihn mit einem bis zum 30. Juni 2019 laufenden Vertrag ausstattete. Mit den Störchen konnte der Mittelfeldspieler am Saisonende als Meister in die 2. Bundesliga aufsteigen und dort ein Jahr später als Tabellendritter erfolglos an der Aufstiegsrelegation teilnehmen. In der Winterpause der Saison 2018/19 wurde Peitz ohne einen Pflichtspieleinsatz in der laufenden Saison freigestellt. Insgesamt war er in zweieinhalb Jahren auf 67 Pflichtspiele für den Verein gekommen.
Der 34-Jährige wechselte anschließend ablösefrei als Führungsspieler zur zweiten Mannschaft (U23) des Erstligisten 1. FSV Mainz 05 in die Regionalliga Südwest und unterschrieb einen bis Juni 2020 laufenden Vertrag. Dort wurde er im defensiven Mittelfeld auf Anhieb zum Stammspieler.

## Nach der aktiven Karriere
Nach Vertragsablauf bei Mainz 05 im Juni 2020 beendete Peitz seine Spielerkarriere und kehrte als Direktor des Nachwuchsleistungszentrums zu Holstein Kiel zurück.

## Spielweise
Peitz galt als harter, sehr zweikampfstarker defensiver Mittelfeldspieler. Schwächen im Passspiel, Geschwindigkeit und mitunter im Stellungsspiel glich er durch Einsatzwillen und Laufbereitschaft aus. Er galt als „Raubein“ und war allein in seinen vier Jahren bei Karlsruhe sechsmal gelb- und zweimal gelbrotgesperrt. Andererseits erhielt er 2011 die Fairplay-Medaille des DFB, weil er einen Schiedsrichter überzeugt hatte, eine gelbe Karte für einen Gegenspieler zurückzunehmen.